# Diretório (estilo)

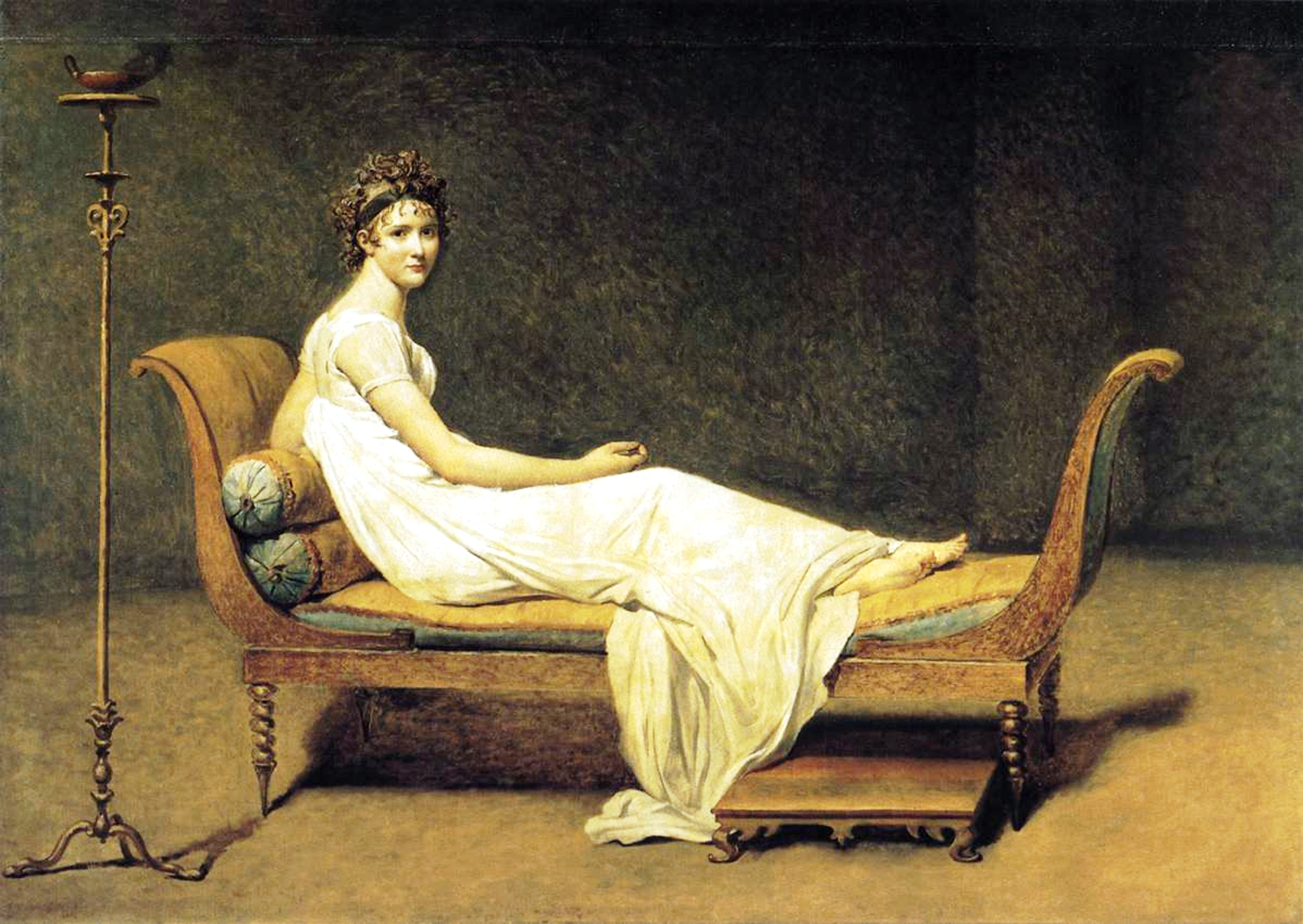
Madame Récamier por Jacques-Louis David, 1800, óleo sobre tela, 244 x 75 cm Museu do Louvre, Paris.
Nicos Hadjinicolaou, historiador de arte, referiu-se a esta pintura como a ideologia imagética do directório. A figura está reclinada sobre uma lit de repos executada por Georges Jacob.

O estilo directório é um estilo decorativo de design de interiores e mobiliário, que se observa num curto período de tempo entre os finas do século XVIII e inícios do século XIX em França. Tem data de início em 1795 e termina em 1799, sendo que se pode considerar um período mais alargado entre 1793 e 1808. É considerado um estilo de transição, situando-se entre o estilo Luís XVI e o estilo império, e correspondendo à fase do Directório na história política francesa (entre a fase terminal da Revolução Francesa e início da dirigência de Napoleão Bonaparte).
Este estilo caracteriza-se pela fusão formal entre o carácter mais sóbrio e severo do estilo Luís XVI, consequência da reacção ao luxo de uma sociedade conturbada e empobrecida devido à revolução, e os novos elementos de antecipação do estilo império, nomeadamente os símbolos de glória do imperador Napoleão I.
A descoberta das ruínas de Pompeia vai fazer emergir toda uma série de gostos classicistas, que vão ser reavivados um pouco por todas as expressões artísticas, apresentando a pintura uma enorme variedade destes elementos assimilados. Exemplo disso são as pinturas de Jacques-Louis David, onde se podem observar, não só várias peças de mobiliário inspiradas nos achados de Pompeia, como também a nova moda no que diz respeito à indumentária, especialmente a feminina.

## Os interiores
A decoração de interiores vai assumir um papel de extrema importância neste estilo, surgindo a moda dos salões, onde as pessoas procuram esquecer os terrores da revolução e estar em sociedade.
De um modo geral o interior ganha em leveza e elegância. As tapeçarias são substituídas pelo papel de parede; as cortinas, assim como os têxteis sobre o mobiliário,  são simples e estreitos, e apresentam agora decoração classicista no lugar dos brocados anteriores.

## Caracterização formal do mobiliário

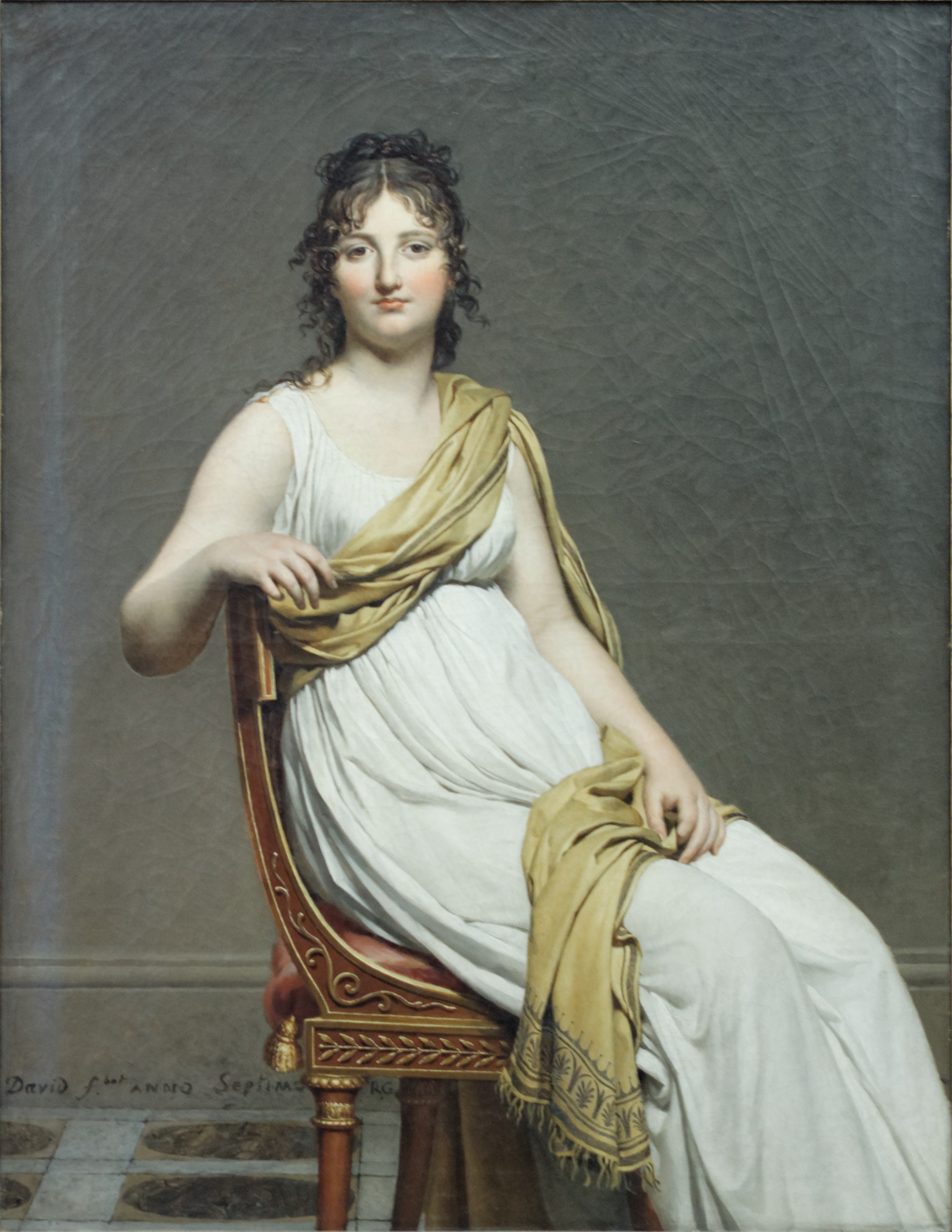
Madame de Verninac por Jacques-Louis David, 1799, Cadeira em estilo directório e indumentária de inspiração clássica (idealização).

- Estruturas depuradas e simples, proporções equilibradas, linhas direitas ou curvas discretas, e decoração de inspiração na Antiguidade;
- Materiais: uso generalizado de materiais mais baratos. Madeira (mogno maciço ou folheado, cerejeira, limoeiro) e quase ausência total de bronze e talha aplicada ao mobiliário. Moda de mobiliário totalmente feito em metal à semelhança das peças encontradas em Pompeia.
- Pintura: o mobiliário é frequentemente lacado apresentando uma enorme gama de tons (violeta, laranjas e preto); os motivos escultóricos destacam-se em cores vivas sobre fundos escuros, à moda de Pompeia.
- Elementos decorativos: motivos de inspiração na Antiguidade Clássica (frontão, pilastra, cariátide); emergência de motivos de inspiração no Antigo Egipto (folha de lotus, esfinge), folhagem estilizada, palmeta, margarida, figuras geométricas (losango), símbolos da Revolução Francesa (barrete frígio, lança, seta, estandarte). Abandonam-se os trabalhos de marqueteria (espécie de puzzle geométrico efectuado com várias peças de diferentes materiais);
- Tipologias:
  - Cadeiras: Mogno ou faia pintada; espaldar vazado (com aberturas) terminando em banda horizontal abaulada ou à crossa (enrolado para fora na parte superior); pernas simples, de secção quadrada ou circular, em que as de trás podem fazer uma ligeira curvatura para fora, à semelhança da klismos grega; aparecem também exemplos com pernas em X, à semelhança da curule romana.
- Nomes de destaque: De entre os artífices que trabalham de um modo mais simples e rápido para clientes menos exigentes, sobressai Georges Jacob, um dos poucos que continua a desenvolver trabalhos de qualidade segundo a tradição dos estilos anteriores. Efectuou várias peças de mobiliário para as pinturas de Jacques-Louis David.